# David Lansana

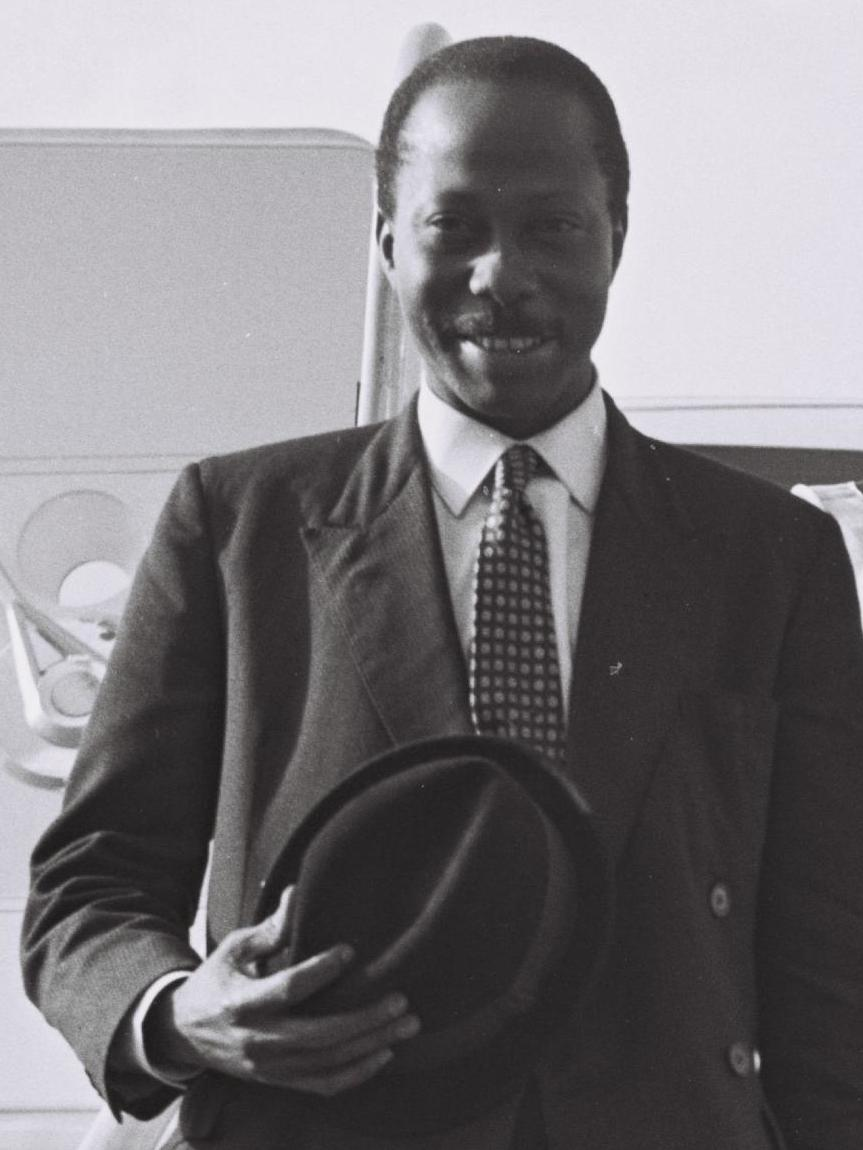
David Lansana, 1965

David Lansana (* 22. März 1922; † 19. Juli 1975) war 1967 als Brigadier höchster Militär in Sierra Leone. Er gehörte dem Stamm der Mende an. Er war verheiratet und hatte einen Sohn. Sein Sohn, Shuggy, war ranghoher Militär und kam u. a. im Falkland-Krieg zum Einsatz.
David Lansana war der erste Afrikaner, der Offizier der Königlichen Sierra-leonischen Armee wurde. Später wurde er der erste Afrikaner, der das Erste Bataillon der Armee führen durfte. Er bekam für seinen großen Einsatz und seine Tapferkeit zahlreiche Auszeichnungen.
Er erlangte wenige Tage nach Amtseinführung von Siaka Stevens, am 21. März 1967, durch einen Militärputsch unter Anstiftung von Albert Margai die Macht, wurde jedoch nur drei Tage später, am 24. März 1967 selbst durch eine andere Militärführung, den National Reform Council (NRC) unter Ambrose Patrick Genda, entmachtet.
| Personendaten    | Personendaten                                        |
| ---------------- | ---------------------------------------------------- |
| NAME             | Lansana, David                                       |
| KURZBESCHREIBUNG | höchster Militär und Staatspräsident in Sierra Leone |
| GEBURTSDATUM     | 22. März 1922                                        |
| STERBEDATUM      | 19. Juli 1975                                        |